# Protéine-kinase A
En biologie cellulaire, la protéine-kinase A (PKA) est une famille de kinases dont l'activité est dépendante du niveau d'AMP cyclique (AMPc) dans la cellule. Cette enzyme est ainsi connue comme protéine-kinase AMPc-dépendante (EC 2.7.11.11). La protéine-kinase A a de nombreuses fonctions dans la cellule, en particulier elle régule les métabolismes du glycogène, du sucre et des lipides.
Elle ne doit pas être confondue avec la protéine kinase AMP-activée, qui, bien que de nature similaire, peut avoir des effets opposés.